# Мечеть Абдуль Гаффур
Мечеть Абдуль Гаффур (малай. Masjid Abdul Gaffoor) — мечеть в Сінгапурі. Збудована в 1907 році, головне відновлення будівлі було закінчено в 2003 році.

## Історія
Мечеть Абдуль Гаффур розташована у районі Кампонг Капор, який був активним діловим центром для індійських купців та тих, хто працював на старовинному перегоні в парку Фаррер. Спочатку мечеть на цьому місці була будівлею з дерев’яними перегородками та черепичним дахом, відомою як Масджид Аль-Абрар, побудованою в 1846 році для задоволення релігійних потреб південноіндійських мусульманських купців та майстрів, що мешкали у Кампонг-Капорі.
14 листопада 1881 створюється фонд мечеті. 
У 1887 році Абдуль Гаффур запропонував крамарям торгувати під навісами мечеті. Так, в 1903 році орендна плата від лавок дала дохід, який тоді пішов на побудову нової мечеті.
Будівництво почалося в 1907 і дата завершення будівництва була не відома. У 1910 році коли нова мечеть була частково закінчена, стара мечеть була знищена. Коли помер в 1919 році Абдуль Гаффур, вона все ще не була закінчена. Після його смерті його син передав управління мечеттю владі. У 1927 році будівлю було повністю побудовано.
Мечеть Абдуль Гаффур була оголошена національною пам'яткою 13 липня 1979 року.